# James Lind
James Lind FRSE RCPE (Edimburgo, 4 de outubro de 1716 Hampshire, 13 de julho de 1794) foi um médico escocês, tendo sido um dos pioneiros da reforma sanitária da Marinha Real Britânica. Descobriu a prevenção do escorbuto, que matava marinheiros embarcados em longas expedições.